# St. Meinolphus und Mauritius (Bochum)
Die Kirche St. Meinolphus und Mauritius ist eine Gemeindekirche der römisch-katholischen Kirche, Bistum Essen, an der Hattinger Straße im Ortsteil Ehrenfeld von Bochum. Die Schutzpatrone sind St. Meinolphus und St. Mauritius.
Die Kirche wurde in den Jahren 1908 bis 1909 und dann weiter von 1925 bis 1926 erbaut. Architekt für den ersten Bauabschnitt bis 1909 war Hermann Wielers aus Bochum. Im Zweiten Weltkrieg gab es erhebliche Zerstörungen am Kirchenschiff. Der Turm blieb intakt und beherbergt bis heute das vierstimmige Stahlgeläut aus dem Jahre 1929, gestimmt auf gis°-h°-cis'-dis'. Das Stahlgeläut wurde vom Bochumer Verein gegossen.

## Bilder

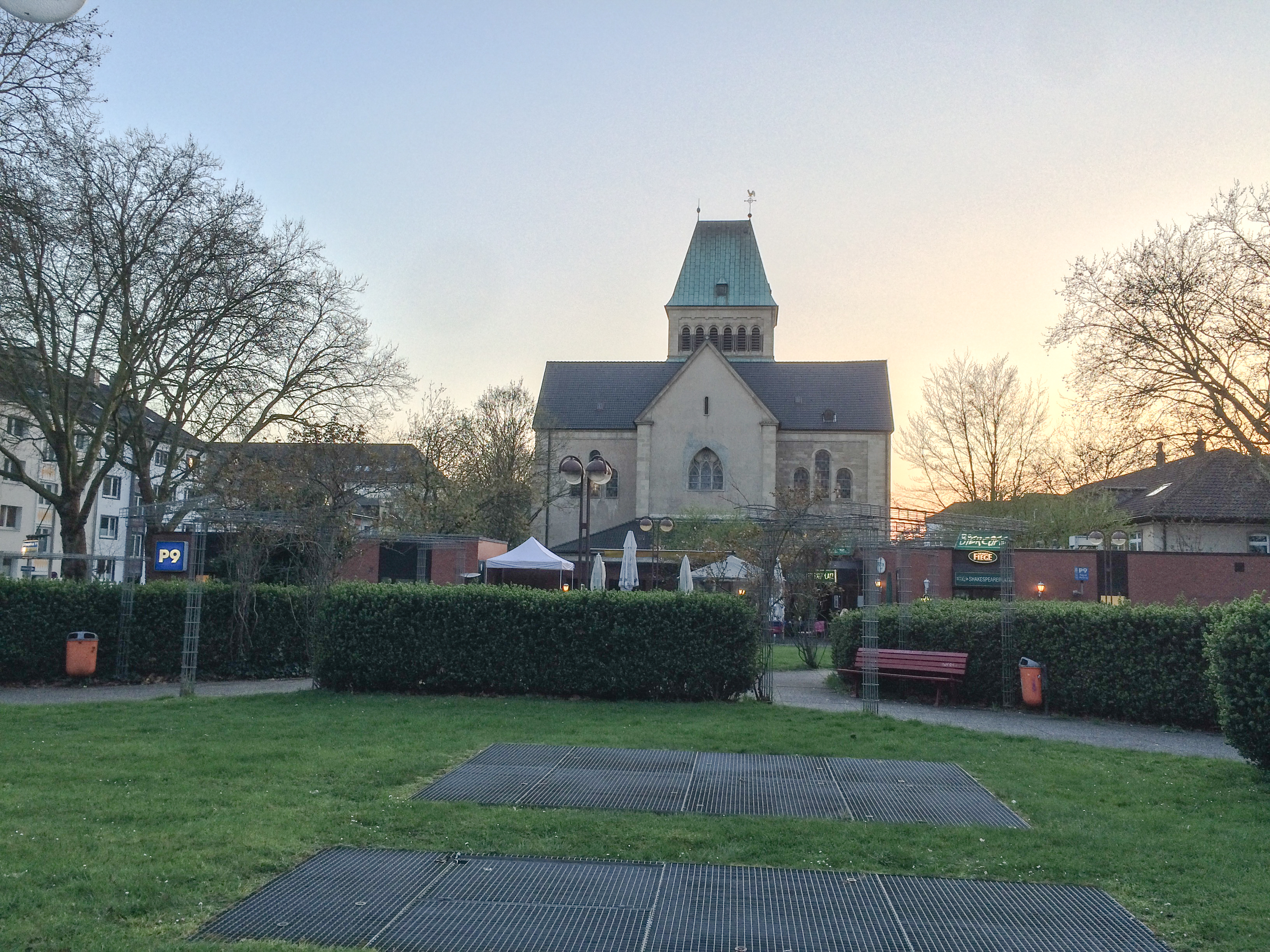
Die Kirche
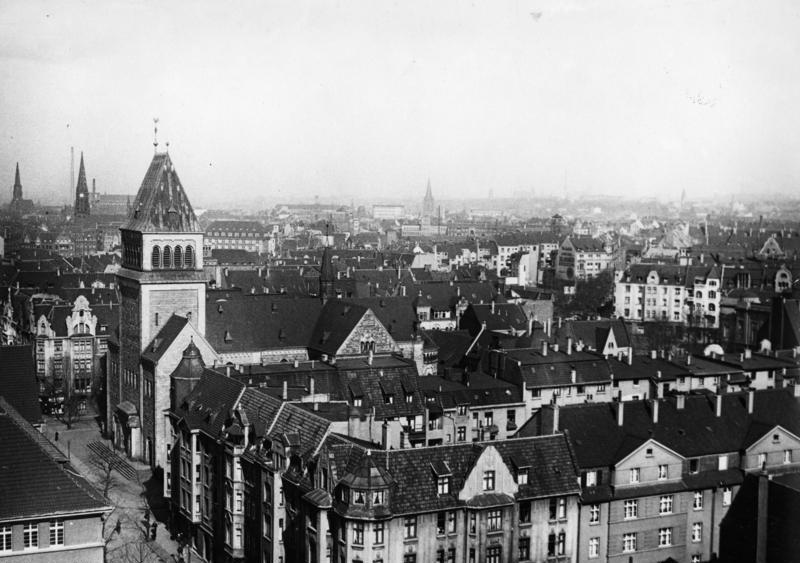
1939
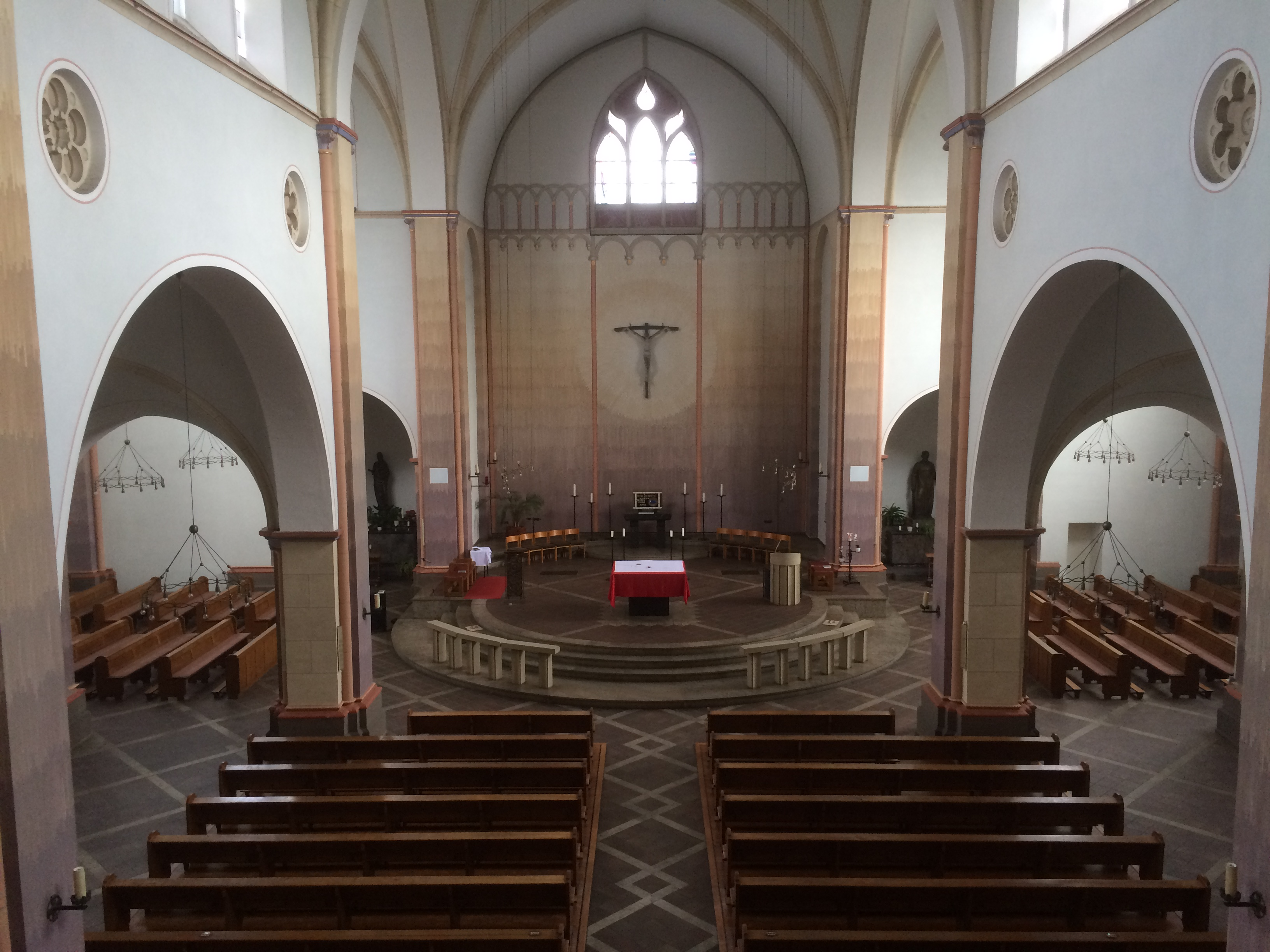
Innenraum
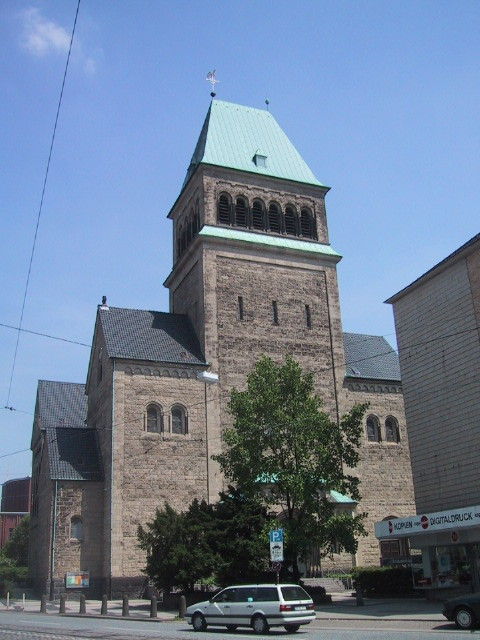
2006
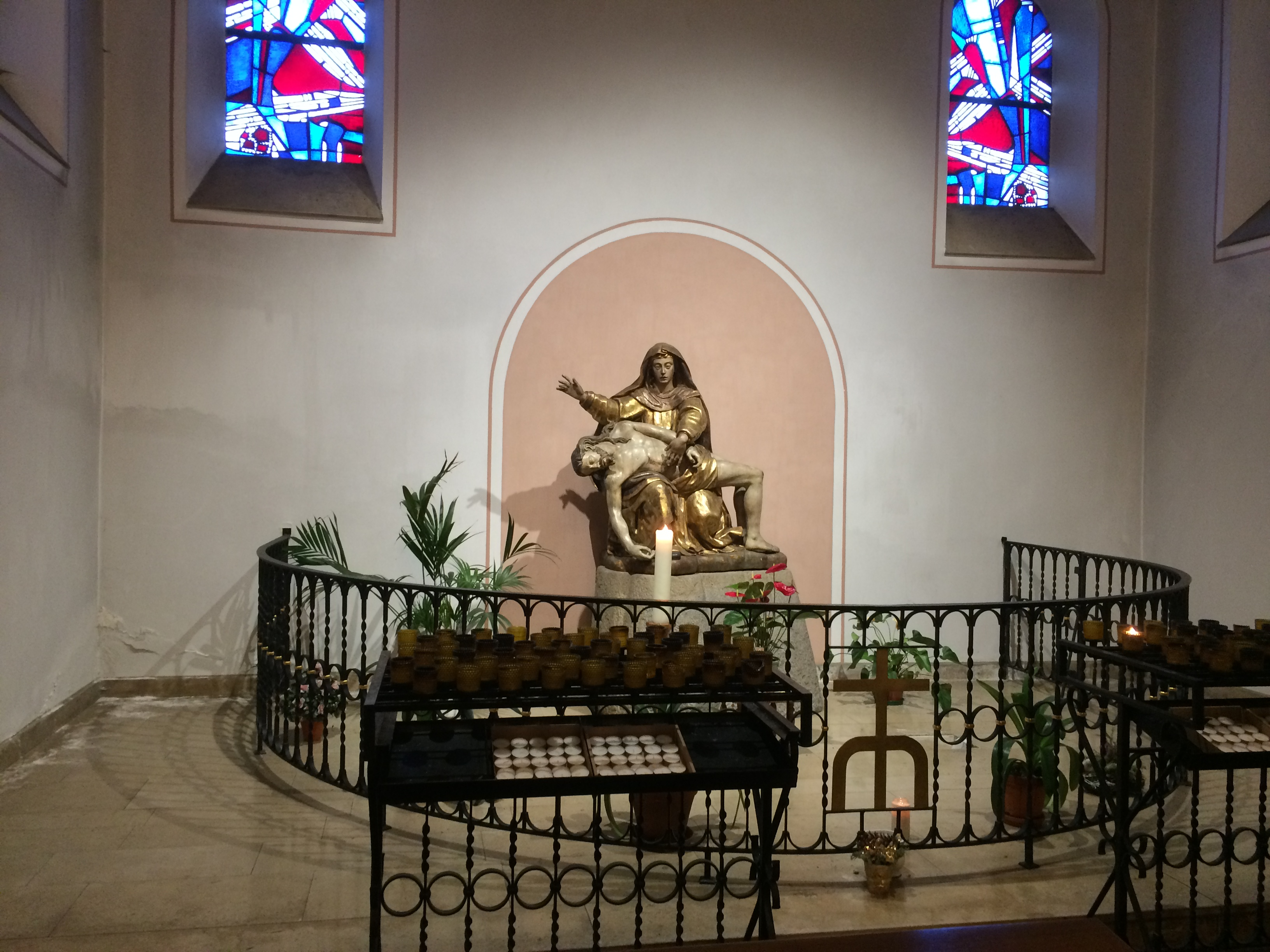
Seitenkapelle der Kirche St. Meinolphus-Mauritius